# 北赫爾山

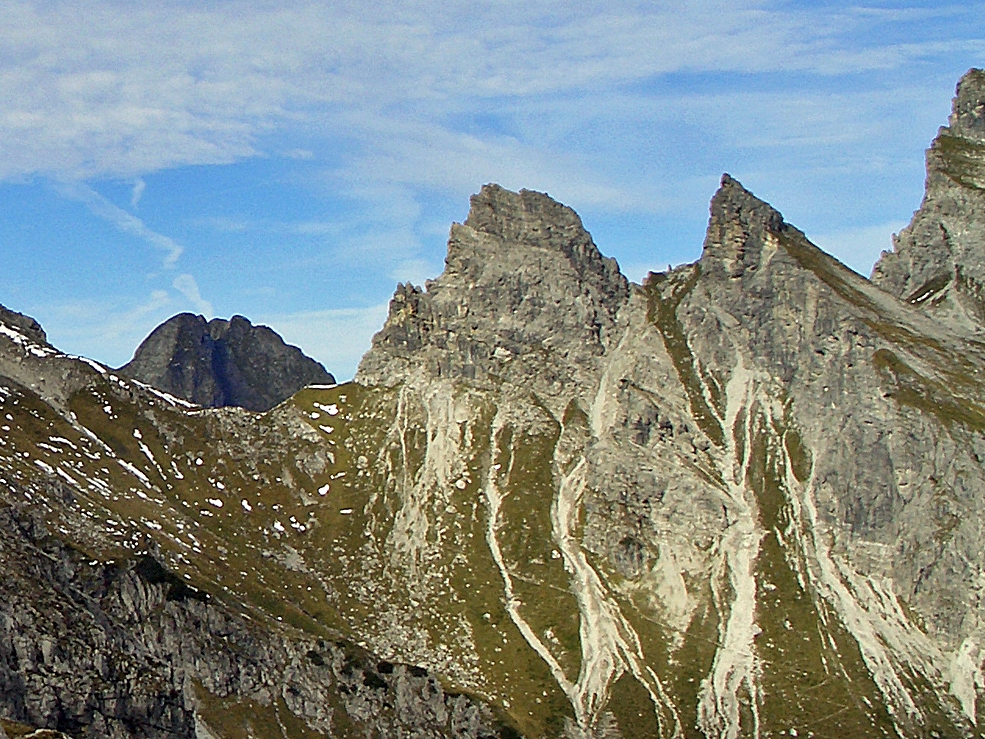

47°21′31″N 10°23′13″E / 47.35861°N 10.38694°E
北赫爾山（德語：Nördliches Höllhorn），是中歐的山峰，位於奧地利和德國接壤的邊境，屬於阿爾高阿爾卑斯山脈的一部分，距離小維爾德山0.1公里，海拔高度2,145米。